# Darcy-Weisbach-vergelijking
De Darcy-Weisbach-vergelijking is een empirische vergelijking uit de hydraulica die het verband weergeeft tussen enerzijds het verlies in piëzometrische hoogte (of drukverlies) ten gevolge van wrijving over een bepaalde afstand in een leiding waardoor een fluïdum (gas of vloeistof) stroomt, en anderzijds de gemiddelde snelheid van het fluïdum. De vergelijking is genoemd naar Henry Darcy en Julius Weisbach.
De Darcy-Weisbach-vergelijking bevat een dimensieloze wrijvingsfactor, die de wrijvingscoëfficiënt van Darcy wordt genoemd, of ook wrijvingscoëfficiënt van Darcy-Weisbach of wrijvingscoëfficiënt van Moody.

## Vergelijking in functie van piëzometrische hoogte
Met de Darcy-Weisbach-vergelijking kan het verlies aan stijghoogte als volgt worden berekend:
{\displaystyle h_{f}=f\cdot {\frac {L}{D}}\cdot {\frac {V^{2}}{2g}}}
Daarin is:
- {\displaystyle h_{f}} het verlies aan piëzometrische hoogte ten gevolge van wrijving, uitgedrukt in [m];
- {\displaystyle f} de dimensieloze darcy-wrijvingscoëfficiënt.
- {\displaystyle L} de lengte van de leiding, [m];
- {\displaystyle D} de hydraulische diameter van de leiding,  [m];
- {\displaystyle V} de gemiddelde stroomsnelheid van het fluïdum, [m×s−1];
- {\displaystyle g} de zwaartekrachtsversnelling, [m×s−2].

## Vergelijking in functie van druk
Met de Darcy-Weisbach-vergelijking kan het drukverlies als volgt worden berekend:
{\displaystyle \Delta P=f\cdot \rho \cdot {\frac {L}{D}}\cdot {\frac {V^{2}}{2}}}
Daarin is:
- {\displaystyle \Delta P} het drukverlies ten gevolge van wrijving, uitgedrukt in [Pa] ;
- {\displaystyle f} de dimensieloze Darcy-wrijvingscoëfficiënt;
- {\displaystyle \rho } de dichtheid van het fluïdum, [kg×m−3];
- {\displaystyle L} de lengte van de leiding, [m];
- {\displaystyle D} de hydraulische diameter van de leiding, [m];
- {\displaystyle V} de gemiddelde stroomsnelheid, [m×s−1];

## Darcy-wrijvingscoëfficiënt

Moodydiagram, met de Darcy-Weisbach-wrijvingscoëfficiënt (friction factor) uitgezet tegenover het reynoldsgetal voor verschillende waarden van de ruwheid

De darcy-wrijvingscoëfficiënt {\displaystyle f} is geen constante, maar hangt af van de dimensies van de leiding en van de stromingssnelheid van het fluïdum. De darcy-wrijvingscoëfficiënt kan opgezocht worden in grafieken, het zogenaamde Moody-diagram. De darcy-wrijvingscoëfficiënt {\displaystyle f} wordt daarom ook wel aangeduid als de moody-wrijvingscoëfficiënt. Soms wordt hij ook blasius-wrijvingscoëfficiënt genoemd, naar de benaderende formules opgesteld door Heinrich Blasius.

### Laminaire stroming
Voor laminaire stromingstoestanden, waarbij het reynoldsgetal {\displaystyle \mathrm {Re} } kleiner is dan ca. 2000, kan {\displaystyle f} benaderd worden door:
{\displaystyle f={\frac {64}{\mathrm {Re} }}}
Voor stromingen in het overgangsgebied tussen laminaire en turbulente stroming, waarbij het reynoldsgetal gelegen is tussen ongeveer 2300 en 3500, is er nog geen eenduidige berekenings- of benaderingsmethode voor de darcy-wrijvingscoëfficiënt.

### Turbulente stroming
Voor turbulente stromingstoestanden, waarbij het reynoldsgetal groter is dan ca. 4000, kan {\displaystyle f} opgezocht worden in het Moody-diagram of benaderend berekend worden met de Colebrook-vergelijking, ook wel Colebrook-White-vergelijking genoemd. Colebrook en White voerden rond 1937 experimenten uit met turbulente vloeistofstroming door buizen en leidden een verband af tussen de wrijvingsfactor en de wandruwheid van de buis:
{\displaystyle {\frac {1}{\sqrt {f}}}=-2\cdot \log _{10}\left({\frac {2{,}51}{Re\cdot {\sqrt {f}}}}+{\frac {\varepsilon }{3{,}7\cdot D}}\right)}
waarin {\displaystyle D} de hydraulische diameter van de leiding is en {\displaystyle \varepsilon } de wandruwheid van de leiding. Dit is een impliciete functie in {\displaystyle f}; ze moet met een iteratieve methode worden opgelost, uitgaande van een geschatte waarde van {\displaystyle f}. Dit is een moeilijke en tijdrovende berekening, tenzij ze met een computerprogramma gebeurt. Het Moody-diagram is een grafische voorstelling van deze vergelijking. Voor zeer turbulente stroming, met grote waarde van het reynoldsgetal, kan de eerste term van het rechter lid verwaarloosd worden en {\displaystyle f} berekend als functie van de verhouding  {\displaystyle \varepsilon /D}; dit is het gebied in het Moody-diagram waar de lijnen horizontaal lopen. Enkele typische waarden voor de wandruwheid zijn 0,01 mm (dunne kunststofbuizen); 0,5 mm (gladde betonbuis; matig geroeste stalen buis); 1 mm (betonbuis; rioolleiding) of 5 mm (ruwe betonbuis; sterk geroeste stalen leiding).
Er zijn enkele expliciete, zij het benaderende, formuleringen van de Colebrook-White-vergelijking voorgesteld. Een van de meest gebruikte, voor stroming in een volledig gevulde leiding met cirkelvormige doorsnede, is de Swamee-Jain vergelijking:
{\displaystyle f={\frac {0{,}25}{\left[\log _{10}\left({\frac {\varepsilon }{3{,}7D}}+{\frac {5{,}74}{\mathrm {Re} ^{0{,}9}}}\right)\right]^{2}}}}

#### Opmerking
Er bestaat ook een darcy-wrijvingscoëfficiënt {\displaystyle f} voor stroming in open kanalen welke berekend kan worden met een bijzondere vorm van de Colebrook-White vergelijking. Voor stroming in open kanalen gelden echter andere formules voor het berekenen van piëzometrische hoogte of drukverlies dan de Darcy-Weisbach-vergelijking, die enkel geldig is voor leidingen (gesloten kanalen).

## Praktische toepassingen
In toepassingen in de hydraulica en waterbouwkunde, is het meestal nuttig om het verlies aan stijghoogte te kennen in functie van het volumedebiet in een leiding. De gemiddelde stroomsnelheid kan als volgt uitgeschreven worden in functie van het volumedebiet:
{\displaystyle V^{2}={\frac {Q^{2}}{A_{w}^{2}}}}
Daarin is:
- {\displaystyle V} de hogervermelde gemiddelde stroomsnelheid, uitgedrukt in [m×s−1];
- {\displaystyle Q} het volumedebiet, [m3×s−1];
- {\displaystyle A_{w}} de natte doorsnede, [m2].

In het algemene geval van een willekeurige gevulde leiding, zal de waarde van {\displaystyle A_{w}} niet onmiddellijk gekend zijn, omdat deze waarde een impliciete functie is van de helling van de leiding, de vorm van de dwarsdoorsnede, het debiet en andere variabelen. Wanneer echter aangenomen wordt dat de leiding volledig gevuld is en een cirkelvormige dwarsdoorsnede heeft, zoals meestal het geval is in praktische toepassingen kan de term {\displaystyle A_{w}^{2}} als volgt worden uitgeschreven:
{\displaystyle A_{w}^{2}=\left({\frac {\pi D^{2}}{4}}\right)^{2}={\frac {\pi ^{2}D^{4}}{16}}}
met {\displaystyle D} de diameter van de leiding.
Door substitie van bovenstaande uitdrukking in oorspronkelijke de Darcy-Weisbach-vergelijking kan het verlies aan piëzometrische hoogte en druk in functie van het debiet in een volledig gevulde cirkelvormige leiding berekend worden:
- Verlies aan piëzometrische hoogte

{\displaystyle h_{f}={\frac {8fLQ^{2}}{g\pi ^{2}D^{5}}}}
- Drukverlies

{\displaystyle \Delta P={\frac {8f\rho LQ^{2}}{\pi ^{2}D^{5}}}}
waarbij alle symbolen gedefinieerd zijn zoals bij bovenstaande formules.